# Milwaukee Bucks 2003-2004
La stagione 2003-04 dei Milwaukee Bucks fu la 36ª nella NBA per la franchigia.
I Milwaukee Bucks arrivarono terzi nella Central Division della Eastern Conference con un record di 41-41. Nei play-off persero al primo turno con i Detroit Pistons (4-1).

## Roster
| N°  | Naz.                   | Ruolo | Sportivo         | Anno | Alt. | Peso |
| --- | ---------------------- | ----- | ---------------- | ---- | ---- | ---- |
| 2-6 | Stati Uniti (bandiera) | G     | Brevin Knight    | 1975 | 178  | 78   |
| 3   | Stati Uniti (bandiera) | A     | Dan Langhi       | 1977 | 211  | 100  |
| 5   | Stati Uniti (bandiera) | A     | Tim Thomas       | 1977 | 208  | 104  |
| 6   | Stati Uniti (bandiera) | C     | Joel Przybilla   | 1979 | 216  | 118  |
| 7   | Croazia (bandiera)     | A     | Toni Kukoč       | 1968 | 208  | 87   |
| 8   | Stati Uniti (bandiera) | A     | Joe Smith        | 1975 | 208  | 102  |
| 11  | Stati Uniti (bandiera) | G     | T.J. Ford        | 1983 | 183  | 75   |
| 12  | Stati Uniti (bandiera) | A     | Marcus Haislip   | 1980 | 208  | 104  |
| 15  | Porto Rico (bandiera)  | C     | Daniel Santiago  | 1976 | 216  | 116  |
| 19  | Stati Uniti (bandiera) | G     | Damon Jones      | 1976 | 191  | 84   |
| 20  | Stati Uniti (bandiera) | G     | Erick Strickland | 1973 | 191  | 95   |
| 22  | Stati Uniti (bandiera) | G     | Michael Redd     | 1979 | 198  | 100  |
| 24  | Stati Uniti (bandiera) | A     | Desmond Mason    | 1977 | 201  | 102  |
| 44  | Stati Uniti (bandiera) | A     | Keith Van Horn   | 1975 | 208  | 100  |
| 50  | Paesi Bassi (bandiera) | C     | Dan Gadzuric     | 1978 | 211  | 109  |
| 54  | Stati Uniti (bandiera) | A     | Brian Skinner    | 1976 | 206  | 116  |

## Staff tecnico
- Allenatore: Terry Porter
- Vice-allenatori: Sam Mitchell, Bob Ociepka, Mike Schuler, Jim Todd